# 蔣浩文
蔣浩文（2001年7月14日—）為臺灣男子籃球運動員，現效力於超級籃球聯賽台灣啤酒，臺泰混血兒，自伸港國中畢業後進入高苑工商就讀，大學入讀國立臺灣師範大學，原有意畢業後當教練或老師，在李秉鴻接掌球隊兵符後改變了想法，2023年7月在超級籃球聯賽新人選秀會第一輪第二順位獲得台灣啤酒青睞。
哥哥蔣浩偉同為籃球運動員。

## 外部連結
- 蔣浩文在Eurobasket.com（球員）（英语）
- 蔣浩文在Flashscore（英语）